# Батакан
Батака́н (рос. Батакан) — село у складі Газімуро-Заводського району Забайкальського краю, Росія. Адміністративний центр Батаканського сільського поселення.

## Населення
Населення — 533 особи (2010; 595 у 2002).
Національний склад (станом на 2002 рік):
- росіяни — 100 %